# Дивеев, Игорь Сергеевич
И́горь Серге́евич Диве́ев (род. 27 сентября 1999, Уфа) — российский футболист, защитник клуба ЦСКА и сборной России.

## Клубная карьера
Родился в Уфе. В 2015—2018 годах играл за молодёжную команду «Уфы». 24 июля 2018 года дебютировал в первенстве ПФЛ за вторую команду клуба, 26 августа сыграл первую игру в премьер-лиге в домашнем матче против «Зенита» (0:2).
Летом 2018 года попал в сферу интересов лондонского «Арсенала». Клуб предлагал за игрока 500 тысяч фунтов, но «Уфа» отказалась от предложения.
22 февраля 2019 года на правах аренды перешёл в ЦСКА. В сезоне 2018/19 провёл за армейцев 10 матчей. 31 мая 2019 года было объявлено о том, что ЦСКА выкупил у «Уфы» Дивеева и подписал с игроком пятилетний контракт. 19 сентября 2019 года забил свой первый гол за ЦСКА в ворота болгарского «Лудогорца» (1:5), отличившись в рамках группового этапа Лиги Европы УЕФА 2019/20. После матча Дивеев принёс болельщикам извинения за игру ЦСКА.
4 марта 2020 года забил гол московскому «Спартаку» в матче 1/4 кубка России, в котором ЦСКА уступил в дополнительное время (2:3). 18 октября 2020 года забил первый гол за ЦСКА в РПЛ, отличившись в ворота московского «Динамо» (3:1).
18 ноября 2020 года в матче за сборную России сломал нос и получил сотрясение мозга, что не помешало ему сыграть в первом же после перерыва на игры сборных матче ЦСКА в чемпионате России 22 ноября против «Сочи» (1:1).
5 декабря 2020 года стал лауреатом премии «Первая пятёрка», которая вручается лучшему молодому футболисту премьер-лиги по итогам года.
2 марта 2022 года в 1/8 Кубка России забил два гола в ворота «Сочи» (2:1).
11 июня 2023 года вместе с ЦСКА завоевал Кубок России.
14 августа 2024 года в матче 2-го тура группового этапа Кубка России отметился забитым мячом в ворота «Пари НН» (1:1 в основное время, 4:2 в серии пенальти), тем самым продлив свою серию забитых мячей до пяти голов (5 голов в 4 матчах сезона).
12 июля 2025 года стал автором единственного и победного гола в ворота «Краснодара» в матче за Суперкубок России 2025.

## Карьера в сборной
В 2019 году дебютировал в молодёжной сборной России. Принял участие в 7 матчах молодёжной сборной в отборочном цикле к чемпионату Европы по футболу среди молодёжных сборных 2021, забил в этих матчах 3 гола. После матча с Болгарией 4 сентября 2020 года в СМИ появились сообщения, что Дивеев получил травму. Дополнительное обследование выявило у него повреждение двух мышц правого бедра.
Участник чемпионата Европы среди молодёжных сборных 2021 года.
2 ноября 2020 года получил вызов в основную сборную России. 12 ноября дебютировал в сборной, сыграв в товарищеском матче против Молдавии (0:0). 18 ноября в матче лиги наций против сборной Сербии (0:5) получил травму, был заменён после первых 45 минут игры. На следующий день обследование показало, что у Дивеева — закрытая черепно-мозговая травма, сотрясение головного мозга и перелом костей носа со смещением.
11 мая 2021 года был включён в расширенный список футболистов для подготовки к чемпионату Европы 2020, позднее — 2 июня — вошёл в заявку сборной на турнир, которая 10 июня была названа окончательной. Принял участие во всех трёх матчах, которые сборная провела на турнире (со сборной Бельгии (0:3) вышел на замену во втором тайме, а матчи с Финляндией (1:0) и Данией (1:4) провёл на поле от начала до конца).
11 октября 2021 года в матче отборочного цикла чемпионата мира 2022 года против сборной Словении (2:1) забил свой первый гол за сборную России.

## Достижения

### Командные
ЦСКА (Москва)
- Серебряный призёр чемпионата России: 2022/23
- Бронзовый призёр чемпионата России: 2024/25
- Обладатель Кубка России (2): 2022/23, 2024/25
- Обладатель Суперкубка России: 2025

### Личные
- Лауреат премии «Первая пятёрка»: 2020
- В списке 33 лучших футболистов чемпионата России (3): № 1 — 2 раза: 2022/2023, 2024/25; № 2 — 1 раза: 2021/2022
- В августе 2024 года установил рекорд результативности среди защитников в истории чемпионатов России[26]. Он забил 4 гола в 4-х стартовых турах ЧР.

## Статистика

### Клубная
| Выступление      | Выступление      | Выступление      | Лига | Лига | Кубки | Кубки | Еврокубки | Еврокубки | Итого | Итого |
| Клуб             | Лига             | Сезон            | Игры | Голы | Игры  | Голы  | Игры      | Голы      | Игры  | Голы  |
| ---------------- | ---------------- | ---------------- | ---- | ---- | ----- | ----- | --------- | --------- | ----- | ----- |
| Уфа              | Премьер-лига     | 2018/19          | 2    | 0    | 1     | 0     | 0         | 0         | 3     | 0     |
| Уфа              | Итого            | Итого            | 2    | 0    | 1     | 0     | 0         | 0         | 3     | 0     |
| → Уфа-2          | Первенство ПФЛ   | 2018/19          | 2    | 0    | —     | —     | —         | —         | 2     | 0     |
| → Уфа-2          | Итого            | Итого            | 2    | 0    | —     | —     | —         | —         | 2     | 0     |
| ЦСКА (Москва)    | Премьер-лига     | → 2018/19        | 10   | 0    | 0     | 0     | 0         | 0         | 10    | 0     |
| ЦСКА (Москва)    | Премьер-лига     | 2019/20          | 26   | 0    | 3     | 1     | 6         | 1         | 35    | 2     |
| ЦСКА (Москва)    | Премьер-лига     | 2020/21          | 23   | 2    | 3     | 0     | 6         | 0         | 32    | 2     |
| ЦСКА (Москва)    | Премьер-лига     | 2021/22          | 27   | 3    | 2     | 2     | —         | —         | 29    | 5     |
| ЦСКА (Москва)    | Премьер-лига     | 2022/23          | 20   | 2    | 7     | 0     | —         | —         | 27    | 2     |
| ЦСКА (Москва)    | Премьер-лига     | 2023/24          | 10   | 0    | 5     | 0     | —         | —         | 15    | 0     |
| ЦСКА (Москва)    | Премьер-лига     | 2024/25          | 18   | 5    | 6     | 1     | —         | —         | 24    | 6     |
| ЦСКА (Москва)    | Итого            | Итого            | 134  | 12   | 26    | 4     | 12        | 1         | 172   | 17    |
| Всего за карьеру | Всего за карьеру | Всего за карьеру | 138  | 12   | 27    | 4     | 12        | 1         | 177   | 17    |

1. ↑  Кубок России, Суперкубок России.
2. ↑  Лига Европы УЕФА, Лига чемпионов УЕФА.

### Матчи за сборные
| Матчи и голы Игоря Дивеева за сборную России | Матчи и голы Игоря Дивеева за сборную России | Матчи и голы Игоря Дивеева за сборную России | Матчи и голы Игоря Дивеева за сборную России | Матчи и голы Игоря Дивеева за сборную России | Матчи и голы Игоря Дивеева за сборную России | Матчи и голы Игоря Дивеева за сборную России |
| №                                            | Дата                                         | Оппонент                                     | Счёт                                         | Голы                                         | Турнир                                       |                                              |
| -------------------------------------------- | -------------------------------------------- | -------------------------------------------- | -------------------------------------------- | -------------------------------------------- | -------------------------------------------- | -------------------------------------------- |
| 1                                            | 12 ноября 2020                               | Молдова                                      | 0:0                                          | —                                            | Товарищеский матч                            |                                              |
| 2                                            | 18 ноября 2020                               | Сербия                                       | 0:5                                          | —                                            | Лига наций УЕФА 2020/2021                    |                                              |
| 3                                            | 1 июня 2021                                  | Польша                                       | 1:1                                          | —                                            | Товарищеский матч                            |                                              |
| 4                                            | 5 июня 2021                                  | Болгария                                     | 1:0                                          | —                                            | Товарищеский матч                            |                                              |
| 5                                            | 12 июня 2021                                 | Бельгия                                      | 0:3                                          | —                                            | Чемпионат Европы 2020                        |                                              |
| 6                                            | 16 июня 2021                                 | Финляндия                                    | 1:0                                          | —                                            | Чемпионат Европы 2020                        |                                              |
| 7                                            | 21 июня 2021                                 | Дания                                        | 1:4                                          | —                                            | Чемпионат Европы 2020                        |                                              |
| 8                                            | 1 сентября 2021                              | Хорватия                                     | 0:0                                          | —                                            | Отборочные матчи ЧМ-2022                     |                                              |
| 9                                            | 4 сентября 2021                              | Кипр                                         | 2:0                                          | —                                            | Отборочные матчи ЧМ-2022                     |                                              |
| 10                                           | 7 сентября 2021                              | Мальта                                       | 2:0                                          | —                                            | Отборочные матчи ЧМ-2022                     |                                              |
| 11                                           | 8 октября 2021                               | Словакия                                     | 1:0                                          | —                                            | Отборочные матчи ЧМ-2022                     |                                              |
| 12                                           | 11 октября 2021                              | Словения                                     | 2:1                                          | 1                                            | Отборочные матчи ЧМ-2022                     |                                              |
| 13                                           | 11 ноября 2021                               | Кипр                                         | 6:0                                          | —                                            | Отборочные матчи ЧМ-2022                     |                                              |
| 14                                           | 14 ноября 2021                               | Хорватия                                     | 0:1                                          | —                                            | Отборочные матчи ЧМ-2022                     |                                              |
| 15                                           | 7 июня 2024                                  | Беларусь                                     | 4:0                                          | —                                            | Товарищеский матч                            |                                              |

Итого за национальную сборную: 15 матчей / 1 гол; 8 побед, 3 ничьи, 4 поражения.
| Матчи и голы Игоря Дивеева за молодёжную сборную России | Матчи и голы Игоря Дивеева за молодёжную сборную России | Матчи и голы Игоря Дивеева за молодёжную сборную России | Матчи и голы Игоря Дивеева за молодёжную сборную России | Матчи и голы Игоря Дивеева за молодёжную сборную России | Матчи и голы Игоря Дивеева за молодёжную сборную России | Матчи и голы Игоря Дивеева за молодёжную сборную России |
| №                                                       | Дата                                                    | Оппонент                                                | Счёт                                                    | Голы                                                    | Турнир                                                  |                                                         |
| ------------------------------------------------------- | ------------------------------------------------------- | ------------------------------------------------------- | ------------------------------------------------------- | ------------------------------------------------------- | ------------------------------------------------------- | ------------------------------------------------------- |
| 1                                                       | 22 марта 2019                                           | Швеция (до 21)                                          | 2:0                                                     | —                                                       | Товарищеский матч                                       |                                                         |
| 2                                                       | 25 марта 2019                                           | Норвегия (до 21)                                        | 5:1                                                     | —                                                       | Товарищеский матч                                       |                                                         |
| 3                                                       | 5 июня 2019                                             | Чехия (до 21)                                           | 0:1                                                     | —                                                       | Товарищеский матч                                       |                                                         |
| 4                                                       | 6 сентября 2019                                         | Сербия (до 21)                                          | 1:0                                                     | 1                                                       | Отборочные матчи МЧЕ-2021                               |                                                         |
| 5                                                       | 10 сентября 2019                                        | Болгария (до 21)                                        | 0:0                                                     | —                                                       | Отборочные матчи МЧЕ-2021                               |                                                         |
| 6                                                       | 10 сентября 2019                                        | Польша (до 21)                                          | 2:2                                                     | —                                                       | Отборочные матчи МЧЕ-2021                               |                                                         |
| 7                                                       | 15 октября 2019                                         | Эстония (до 21)                                         | 5:0                                                     | —                                                       | Отборочные матчи МЧЕ-2021                               |                                                         |
| 8                                                       | 15 ноября 2019                                          | Латвия (до 21)                                          | 2:0                                                     | 1                                                       | Отборочные матчи МЧЕ-2021                               |                                                         |
| 9                                                       | 19 ноября 2019                                          | Сербия (до 21)                                          | 2:0                                                     | —                                                       | Отборочные матчи МЧЕ-2021                               |                                                         |
| 10                                                      | 4 сентября 2020                                         | Болгария (до 21)                                        | 2:0                                                     | 1                                                       | Отборочные матчи МЧЕ-2021                               |                                                         |
| 11                                                      | 25 марта 2021                                           | Исландия (до 21)                                        | 4:1                                                     | —                                                       | МЧЕ-2021                                                |                                                         |
| 12                                                      | 28 марта 2021                                           | Франция (до 21)                                         | 0:2                                                     | —                                                       | МЧЕ-2021                                                |                                                         |
| 13                                                      | 31 марта 2021                                           | Дания (до 21)                                           | 0:3                                                     | —                                                       | МЧЕ-2021                                                |                                                         |

Итого за молодёжную сборную: 13 матчей / 3 гола; 8 побед, 2 ничьи, 3 поражения.